# Fazıl Küçük

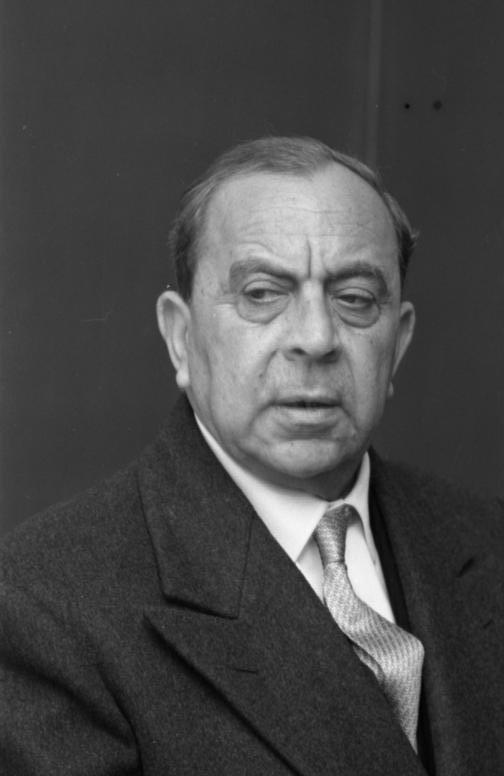
Fazıl Küçük (1963)

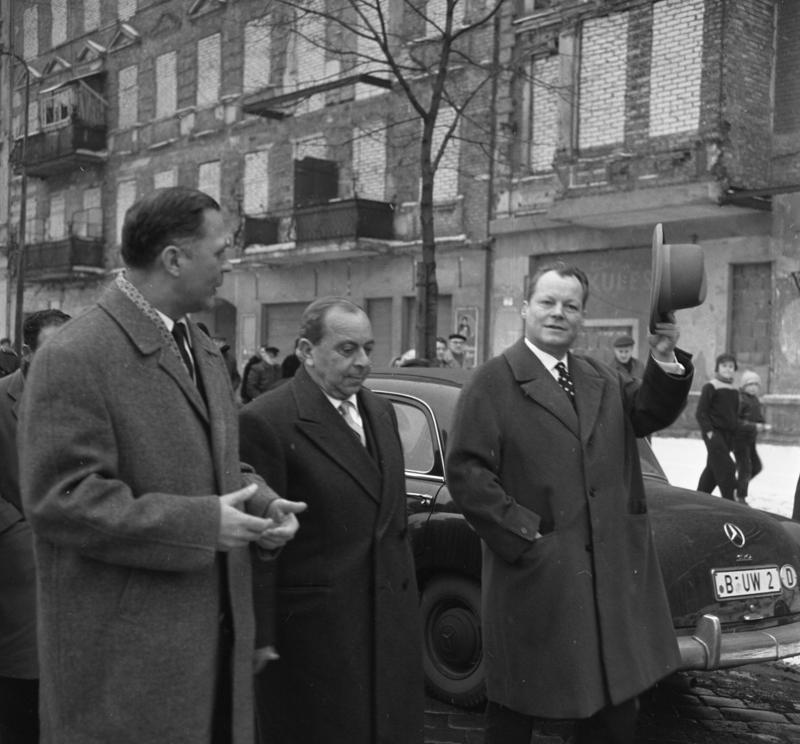
Küçük beim Staatsbesuch in Berlin am 13. Februar 1963, rechts Willy Brandt, 1957–1966 Bürgermeister von Berlin

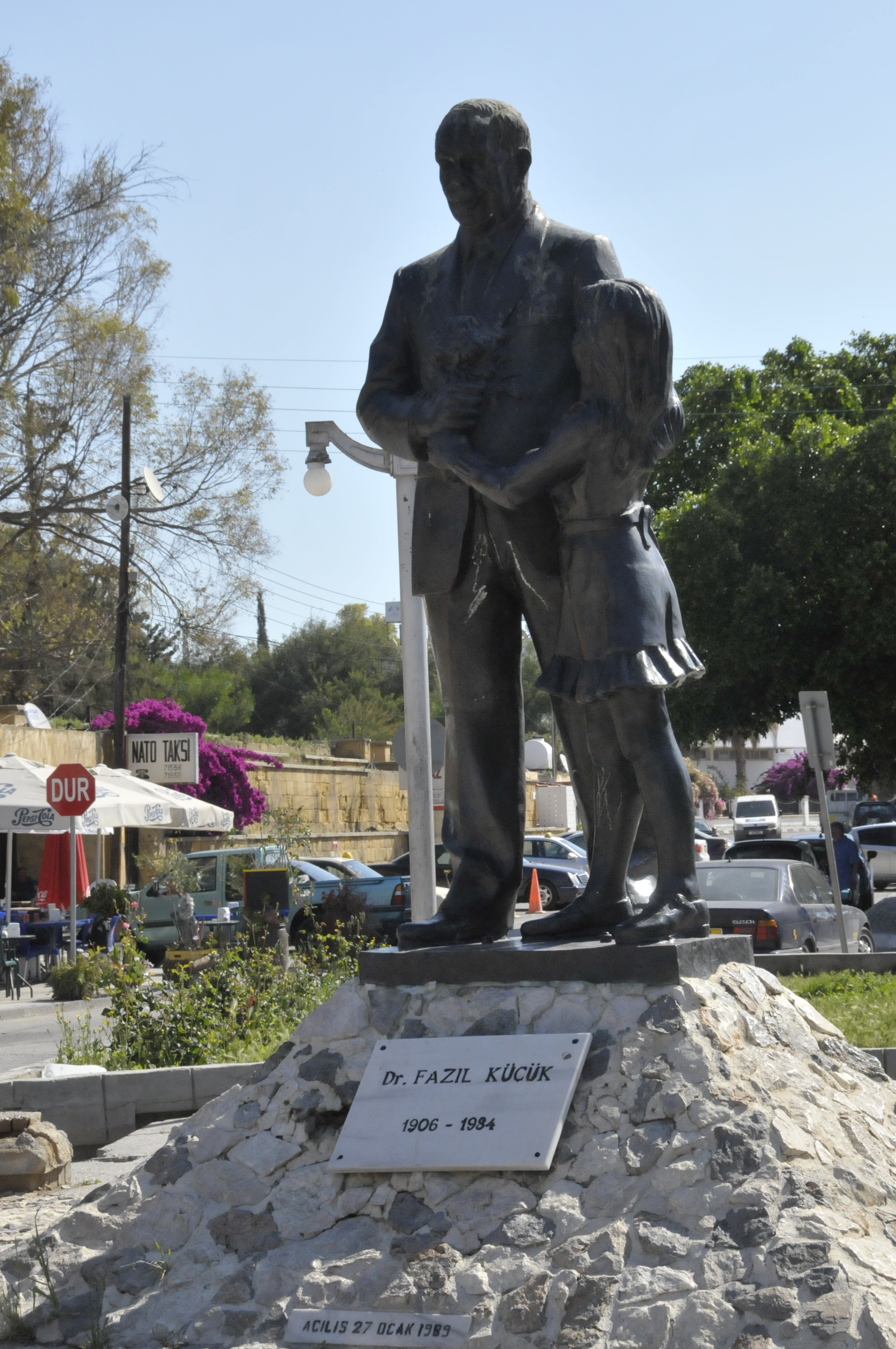
Standbild von Fazıl Küçük in der Nähe des Kyrenia-Tors in Nord-Nikosia

Fazıl Küçük (griechisch Φαζίλ Κιουτσούκ; * 1906 in Nikosia; † 15. Januar 1984 in London) war ein zyperntürkischer Politiker und von 1959 bis 1973 Vizepräsident der Republik Zypern.

## Leben
Fazıl Küçük, der Sohn eines Bauern, wurde in Nikosia im Jahre 1906 geboren. Küçük studierte Medizin in Istanbul, an der Universität Lausanne und in Paris. Nach der Rückkehr nach Zypern im Jahr 1937 eröffnete er eine Praxis, aufgrund seines Interesses an der Politik setzte er sich für die Rechte der Zyperntürken ein. 1941 gründete Küçük die Zeitung Halkın Sesi (‚Die Stimme des Volkes‘), deren Redaktionsleiter er wurde. Aufgrund seiner Kampagne gegen die britische Kolonialverwaltung erhielt seine Zeitung bis 1942 keine Genehmigung zur Veröffentlichung.
1943 war er einer der Gründer der Kıbrıs Adası; Türk Azınlık Kurumu (‚Verband der türkischen Minderheit der Insel Zypern‘, KATAK). Ziel der Partei war die Förderung des sozialen, wirtschaftlichen und politischen Wohlergehens der Zyperntürken. Wegen Meinungsverschiedenheiten mit einigen Mitgliedern verließ Küçük den KATAK und gründete die Kıbrıs Türk Milli Birlik Partisi (‚Türkisch-zypriotische Nationale Einheitspartei‘). Schon 1949 wandte er sich, als der zu dieser Zeit fünfzigjährige Necati Özkan bei Ismet Inönü zu Besuch war, in einem Telegramm an den türkischen Präsidenten gegen seinen einflussreichsten Widersacher. Küçük sprach Özkan das Recht ab, für die türkische Minderheit zu sprechen. Nach 15 Jahren Streit setzte sich Küçük für die Übertragung der Evkaf, eines türkischen religiösen Fonds, von England nach Zypern ein. Am 14. April 1956 wurde er Präsident der Evkaf, Osman Örek Vizepräsident. Im Mai 1959 erhielt er anlässlich eines Besuches in Ankara eine Kreditzusage in Höhe von 125.000 Pfund Sterling. Dieses Verhalten, Kredite nur für die türkische Gemeinde nachzufragen, setzte sich in den nächsten Jahren fort, so dass die griechische Gemeinde forderte, derlei wirtschaftliche Unterstützung der ganzen Insel zu gewähren, nicht nur einer Minderheit.
Während der Unabhängigkeitsverhandlungen im Vorfeld des Zürcher und Londoner Abkommens vertrat Küçük weiterhin ausschließlich die türkischsprachige Bevölkerung der Insel und setzte dabei verfassungsrechtliche Garantien für diese Minderheit durch.
Am 3. Dezember 1959 wurde er zum Vizepräsidenten der neuen Republik gewählt, die 1960 endgültig unabhängig wurde. Das Parlament setzte sich aus 35 griechischen und 15 türkischen Abgeordneten zusammen. Rückhalt hatte Küçük vor allem bei der jüngeren türkischen Bevölkerung der Jahrgänge nach 1920. Auch erhielt er in den späten 1940er und 1950er Jahren Unterstützung von Türken in der Diaspora sowie von nationalistischen Kreisen in der Türkei. Zu diesen Unterstützern gehörten der 1926 geborene Rauf Denktaş sowie der ein Jahr jüngere Osman Örek, seine beiden engsten Verbündeten, aber auch Burhan Nalbantoğlu und Mithat Berberoğlu, die im selben Jahr wie Örek geboren waren.
Nach dem Versuch der Zyperngriechen, die Verfassung zu ändern (Zypernkonflikt), blieb Küçük bis 1973 weiterhin Vizepräsident der Republik Zypern. Ihm folgte Rauf Denktaş im Amt (bis 1974). Trotz Erkrankung gab Küçük weiterhin seine Zeitung heraus. Er starb im Londoner Westminster Hospital am 15. Januar 1984, zwei Monate nach der einseitigen Unabhängigkeitserklärung der Türkischen Republik Nordzypern.